# SMS Wolf (1913)
Pour les autres navires du même nom, voir SMS Wolf.
Le SMS Wolf est un croiseur auxiliaire de la Kaiserliche Marine (marine impériale allemande) qui s'est illustré pendant la Première Guerre mondiale dans la guerre commerciale de l'Atlantique, de l'Océan Indien et du Pacifique.

## Service
Le navire est construit en tant que navire de charge en 1913 sous le nom de Wachtfels par la compagnie Flensburger-Schiffbau de Flensbourg pour la compagnie maritime brêmoise Deutsche Dampfschiffahrtsgesellschaft Hansa (DDG Hansa). Lorsque la Première Guerre mondiale éclate, il est réquisitionné par la marine impériale allemande, et transformé en croiseur auxiliaire, sous le nom de SMS Wolf IV. Il entre en service le 16 mai 1916. Il peut cacher son armement derrière de fausses parois sur les côtés, de même que ses mâts et sa cheminée peuvent s'abaisser pour transformer son apparence. Sa soute à charbon a une capacité de huit mille tonnes.
C'est le 30 novembre 1916 que le SMS Wolf quitte Kiel, puis le détroit du Skagerrak pour se diriger par le nord de l'Écosse  et l'Islande vers l'Atlantique et mettre le cap au sud, sous le commandement du fregattenkapitän Karl August Nerger. Il passe le cap de Bonne-Espérance, où il place des mines contre la Royal Navy et prend la direction de l'océan Indien avec les mers du Sud comme objectif. Il est chargé de miner les ports de Bombay et de Colombo, avant de croiser vers l'Australie et la Nouvelle-Zélande.
Le croiseur abrite à bord l'avion biplace Wölfchen, de modèle Friedrichshafen FF 33 (en), qui est chargé de localiser les navires ennemis et d'aider le SMS Wolf à les capturer. La guerre commerciale consiste à s'emparer du chargement des bateaux, de leurs vivres, et de leur charbon. L'équipage est transféré sur le SMS Wolf en captivité et ensuite le bateau est coulé.

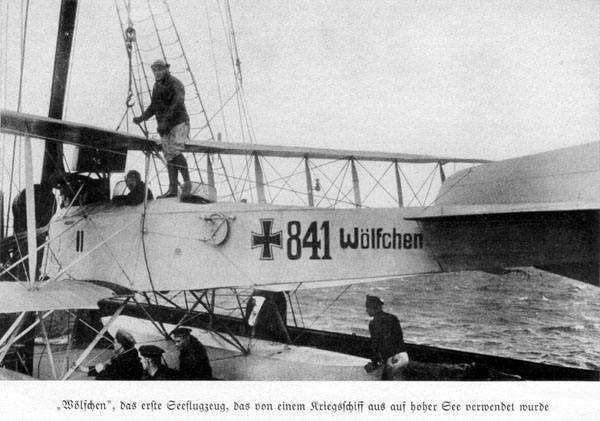
Photographie du Wölfchen

C'est ainsi qu'en 451 jours de navigation solitaire, le SMS Wolf s'empare de trente-cinq bateaux de marchandise (le métal et le charbon sont les plus précieux) et de deux navires de guerre, ce qui correspond à une jauge brute de 110 000 tonnes.
Le SMS Wolf parvient à percer le blocus britannique et à gagner Kiel le 24 février 1918, avec 467 prisonniers de guerre à son bord. Son chargement est composé de cuivre, de caoutchouc, de zinc, d'étain, de soie, de coprah, etc. en tant que butin de guerre. Le SMS Wolf a effectué le voyage le plus long qu'un navire ait jamais effectué en temps de guerre. Le capitaine Nerger reçoit la décoration allemande la plus haute, l'ordre Pour le Mérite.
Pendant la période qui suit, le SMS Wolf est affecté à la surveillance de la mer Baltique. Il est cédé, comme compensation, à la France après la guerre. Il est vendu à la compagnie des Messageries maritimes et rebaptisé Antinoüs. Il est démoli en Italie en 1931.
Parmi les membres de l'équipage du SMS Wolf, il y avait Theodor Plivier qui deviendra révolutionnaire communiste, et écrivain.